# Calcit
 "Kalk" omdirigeres hertil. For andre betydninger af Kalk, se Kalk (flertydig).
 Der er for få eller ingen kildehenvisninger i denne artikel, hvilket er et problem. Du kan hjælpe ved at angive troværdige kilder til de påstande, som fremføres i artiklen.

Calcit eller kalkspat er et mineral af calciumkarbonat, i daglig tale kalk, der er udbredt over hele Jorden, og som optræder i en lang række stærkt kalkholdige bjergarter, fra de rene kalksten og skrivekridt over marmor til endnu mere blandede, og mindre kalkholdige typer, ex. mergel.
Den kemiske forbindelse CaCO3 kaldes calciumkarbonat og formlen viser at kalk er et kalciumsalt af kulsyre. Kulsyre - der opstår når kuldioxid bliver opløst i vand - er en af de mest almindeligt forekommende syrer i naturen og da kalcium også er meget udbredt skaber det basis for forvitring og dermed dannes kalkholdige bjergarter.
Den anden basis for naturlig kalkdannelse er biologisk. Flere planktonarter, heriblandt kalkflagellater, opbygger et kalkhylster bestående af kokkolitter. Disse bittesmå kalkskaller synker til bunds i havet, når organismerne dør, og de har efterhånden dannet kolossalt tykke aflejringer af kalkslam. Når slammet kommer under tryk, og det gør det ofte ved kontinentalpladernes forskydninger, omdannes slammet til de forskellige typer kalksten, også kaldet limsten. Dette er baggrunden for den almindelige kalk-forekomst i den danske undergrund, Danienkalk, med undtagelse af Bornholm. Tilsvarende består korallernes skeletter af kalk, og når koralrevene tørlægges ved landhævninger, kan de optræde som kilometerhøje bjerge. Et eksempel på dette er Dolomitterne i Sydtyrol på grænsen mellem Østrig og Italien. Muslingers skaller består også hovedsageligt af kalk.
Dannelsen af koraller og kalkslam i havene er en faktor i kulstofkredsløbet.
Verdenshavenes omdannelse af CO2 til karbonat-former har en betydelig indvirkning på jordens atmosfære, men den aktuelle forøgelse af kuldioxyd i atmosfæren medfører en forsuring af verdenshavene der forringer livsbetingelserne for de kalk-dannende havlevende organismer, og dermed verdenshavenes potentiale for at absorbere kuldioxid - omend den geofysiske fastlæggelse af kulstofkredsløbet, som den har virket i tidernes løb, er meget kompleks og ikke fri for polemik.
Alle karbonater har den egenskab, at de kan reagere på to måder over for syre. De kan enten afgive deres metalion og i stedet overtage den fremmede syres brintioner, eller de kan helt ophøre med at være syre, når CO2 frigives fra kulsyren. På den måde kan karbonater helt fjerne syre fra en opløsning, og det er en virkning, som bliver udnyttet dagligt i alle former for jordbrug (Se også under buffereffekt). Når kalken skal bruges til jordforbedring i form af pH-hævning, bør den være pulveriseret fint og ensartet, sådan at den er let at fordele jævnt. Man bør også tage højde for, at kalken ikke altid er helt ren. Derfor deklarerer man ofte jordbrugskalk med henvisning til det procentiske indhold af rent CaCO3. Ud fra det tal kan man beregne den nøjagtige mængde kalk, der skal bruges for at ændre pH-forholdene til det ønskede niveau.
Kalk er også et vigtig bindemiddel der anvendes af byggebranchen, såsom i den moderne Portlandcement eller den traditionelle kulekalk.